# Thrombospondine
Les thrombospondines sont une famille de protéines sécrétées ayant un rôle antiangiogène, c'est-à-dire qui bloquent la croissance des vaisseaux sanguins (inhibiteur de l'angiogenèse (en)). Compte tenu de leur rôle dynamique dans la matrice extracellulaire, elles sont considérées comme des protéines matricellulaires (en). La thrombospondine 1 est la première protéine de cette famille à avoir été découverte, en 1971.
Cette famille regroupe les thrombospondines 1 à 5, les deux premières formant le sous-groupe A et les trois dernières, le sous-groupe B. Les thrombospondines A sont des homotrimères, c'est-à-dire qu'elles s'assemblent en formant des complexes de trois sous-unités identiques, tandis que les thrombospondines B sont des homopentamères (cinq sous-unités identiques). Les thrombospondines 1 et 2 sont produites par les astrocytes immatures lors du développement du cerveau, ce qui favorise le développement de nouvelles synapses.

## Thrombospondine 1
La thrombospondine 1 (TSP-1) est codée par le gène THSB1. Il a été isolé à partir de plaquettes sanguines stimulées par la thrombine, de sorte qu'elles ont été désignées comme « protéines sensibles à la thrombine ». La TSP-1 a depuis été identifie dans plusieurs processus biologiques comme l'angiogenèse, l'apoptose, l'activation du facteur de croissance transformant bêta (en), et la régulation du système immunitaire. Il s'agit par conséquent d'une protéine multifonctionnelle.
Il existe plusieurs récepteurs de la TSP-1, notamment les récepteurs CD36 (en), CD47 et les intégrines.

## Thrombospondine 2
La thrombospondine 2 (TSP-2) présente elle aussi une activité antiangiogène, et intervient dans l'adhérence cellulaire, la migration cellulaire et la prolifération cellulaire.